# Karl Sigismund Kunth
Karl Sigismund Kunth est un botaniste allemand, né le 18 juin 1788 à Leipzig et mort le 22 mars 1850 à Berlin.

## Biographie
Alexander von Humboldt (1769-1859) et Aimé Bonpland (1773-1858) rapportent durant leur voyage en Amérique du Sud un herbier riche de plus de 70 000 spécimens dont 54 000 nouvelles espèces. Humboldt après avoir contacté plusieurs botanistes, finit par rencontrer Kunth, neveu de son ancien précepteur, et lui confie la tâche énorme de déterminer sa collection. Kunth va y consacrer vingt-quatre ans de sa vie.
Il s’installe à Paris en 1813 pour y étudier les herbiers conservés par le Muséum national d'histoire naturelle et se lie d’amitié avec les botanistes Achille Richard (1794-1852) et Adrien de Jussieu (1797-1853). Avec ces deux derniers et avec le comte Hippolyte Jaubert (1798-1874), il fonde une éphémère Société d'histoire naturelle de Paris en 1821. En 1829, il devient professeur de botanique à l’université de Berlin et est le vice-directeur du jardin botanique de la ville.
En taxonomie on rencontre parfois les initiales « H.B.K. », rarement  « HBK » ; elles désignent ces trois auteurs, Humboldt, Bonpland et Kunth.

## Publications
Correspondant de l’Académie des sciences, Kunth est notamment l’auteur de :
- Nova genera et species plantarum, quas in peregrinatione Orbis Novi collegerunt, descripserunt, partim adumbraverunt Amat. Bonpland et Alex. de Humboldt. Ex schedis autographis Amati Bonplandi in ordinem digessit Carol. Sigismund. Kunth. Accedunt... Alexandri de Humboldt notationes ad geographiam plantarum spectantes (sept volumes, Paris, 1815).
- Mimoses et autres plantes légumineuses du Nouveau Continent, recueillies par MM. de Humboldt et Bonpland, décrites et publiées par Charles-Sigismond Kunth (Librairie grecque-latine-allemande, Paris, 1819).
- Synopsis plantarum, quas in itinere ad plagam aequinoctialem orbis novi collegerunt Al. de Humboldt et Am. Bonpland, auctore Carolo Sigism. Kunth (F.-G. Levrault, Paris, quatre volumes, 1822-1825).
- Révision des Graminées publiées dans les ″Nova genera et species plantarum″ de Humboldt et Bonpland, précédée d'un travail général sur la famille des Graminées (Gide fils, Paris, trois volumes, 1829).

Ces quatre œuvres publiées à Paris, font partie de l’ensemble d’ouvrages consacrés au Voyage de Humboldt et de Bonpland. Kunth a également publié :
- Handbuch der Botanik (Berlin, 1831).
- Enumeratio plantarum omnium hucusque cognitarum, secundum familias naturales disposita (J. G. Cotta, Sttutgart et Tübingen, cinq tomes en six volumes, 1833-1850), traduit en français sous le titre de Distribution méthodique de la famille des Graminées (Gide, Paris, deux volumes, 1835).
- Flora berolinensis, sive Enumeratio plantarum circa Berolinum sponte crescentium (Duncker et Humblot, Berlin, deux volumes, 1838).
- Lehrbuch der Botanik (Duncker et Humblot, Berlin, 1847).
- Les Melastomas et autres plantes légumineuses de l’Amérique du Sud (Paris, 1847).